# Аномальная дисперсия света
Аномальная дисперсия — вид дисперсии света, при которой показатель преломления среды уменьшается с увеличением частоты световых колебаний.
{\displaystyle dn/dw\ <0},
где {\displaystyle n(w)} — показатель преломления среды,
{\displaystyle w} — частота волны.
Согласно современным представлениям и нормальная, и аномальная дисперсии представляют собой явления единой природы. Эта точка зрения основывается на электромагнитной теории света, с одной стороны, и на электронной теории вещества, — с другой. Термин «аномальная дисперсия» сохраняет сегодня лишь исторический смысл, поскольку «нормальная дисперсия» — это дисперсия вдали от длин волн, при которых происходит поглощение света данным веществом, а «аномальная дисперсия» — это дисперсия в области полос поглощения света веществом. Аномальная дисперсия обусловлена взаимодействием света с заряженными частицами, входящими в состав вещества и совершающими вынужденные колебания в переменном электромагнитном поле волны. Частота видимого света столь велика ({\displaystyle w\sim 10^{15}} Гц), что существенны лишь вынужденные колебания внешних (наиболее слабо связанных) электронов атомов, молекул или ионов: эти электроны называют оптическими электронами. В процессе вынужденных колебаний оптических электронов в поле монохроматической волны с частотой {\displaystyle w} периодически изменяются дипольные электрические моменты молекул и последние излучают вторичные электромагнитные волны той же частоты {\displaystyle w}.

## История открытия
В 1860 году французский физик Леру, проводя измерения показателя преломления для ряда веществ, неожиданно обнаружил, что пары иода преломляют синие лучи в меньшей степени, нежели красные. Леру назвал обнаруженное им явление аномальной дисперсией света.
Если при обычной дисперсии показатель преломления с ростом частоты увеличивается, то при аномальной дисперсии показатель преломления, наоборот, уменьшается. Явление аномальной дисперсии было детально исследовано немецким физиком Кундтом в 1871—1872 гг.
Последующие исследования аномальной дисперсии света показали, что наиболее интересные экспериментальные результаты получаются, когда вместо двух скрещенных призм используется, например, призма и интерферометр. Такая экспериментальная методика была применена известным русским физиком Д. С. Рождественским в начале XX века. 